# Mid Glamorgan
Mid Glamorgan er et walisisk grevskab, der blev oprettet i 1974 og fungerede som administrativ enhed indtil 1996, hvor det blev opdelt i mindre enheder. Grevskabet Mid Glamorgan opretholder imidlertid forsat visse ceremonielle funktioner. De admoinistrative funtioner er i dag opsplittet og uddelegeret til de mindre enheder Bridgend, Merthyr Tydfil og Rhondda Cynon Taff.
Blandt de byer, der ligger i Mid Glamorgan kan nævnes Aberdare
51°48′58″N 3°22′05″V / 51.816°N 3.368°V